# HIV 관련 신경인지장애
인간면역결핍 바이러스 관련 신경인지장애(영어: HIV-associated neurocognitive disorders, HAND)는 후천면역결핍증후군을 일으키는 인간면역결핍 바이러스 수반하여 진행되는 신경계 질환으로, 주로 면역 결핍이 심한 말기 HIV 감염자에게서 기억력, 인지력, 행동력, 운동기능 등이 점진적으로 저하되는 증상을 가진 증후군이다. 이 증후군은 인간면역결핍 바이러스 감염에 의해 유발된 뇌병증과 큰 연관이 있고, 후천면역결핍증후군으로 인한 면역력 저하로 대식세포와 미세 아교 세포들의 면역 활성화로 인해 더욱 촉진된다. 이 세포들의 면역 활성화는 적극적으로 HIV에 감염되어 HIV에게 해로운 독성 물질을 내뿜는 방법인데, 이 독성물질로 인해 신경인지장애가 발생한다.
HIV 관련 신경인지장애에는 인지장애가 포함되어 있는데, 이 인지장애에는 생각하는 데 어려움이 생기는 브레인 포그 증상과 더불어 기억력 장애, 집중력 저하 등이 있다. 또 신경인지장애는 행동에도 영향을 미치는데, 신경인지장애로 인한 행동 변화에는 무관심과 무기력, 줄어든 감정 반응 등이 포함된다. 조직병리학에서는 대식세포와 미세 아교 세포가 중추신경계에서 면역 활성화를 진행한 경우 골다공증과 신경손실, 수지상 세포의 이상 등의 증상이 일어날 수 있다고 알려져 있다. 신경인지장애가 심해지면 치매가 발생할 수 있다.
항레트로바이러스 약제가 등장하면서 선진국에서 HIV 관련 신경인지장애 감염자는 줄어들고 있지만, 후진국에서는 여전히 감염자가 늘어나고 있다.

## 개요
HIV와 관련된 인지 장애는 주의력, 기억력, 언어력과 시각력 영역에서 발생하는데, 특히 기억력을 위한 해마체의 낮은 활동량은 기억 부호화의 기초를 바꾼다. 각 영역의 손상 정도는 어떤 방법으로 치료되었는지에 따라 다르며, 연구 결과에 따르면 HIV 감염자는 두정맥 부위의 기능 장애를 보이고 있다. 또한 HIV 관련 인지장애 외에도 심리적 장애도 나타나는데, HIV 관련 심리적 장애에는 자신의 감정을 처리하거나 인식하는데 어려움을 겪는, 임상 우울증을 보인다. 또한 감염자들은 상대방의 감정을 인식하는데 어려움을 겪기도 한다.
HIV 감염자가 항레트로바이러스 약제를 복용하지 않으면 인지장애는 감염자에게 차례대로 더 큰 영향을 미친다. 초기 HIV 감염자는 집중력이 떨어지고 관심이 줄어들고, 이후 HIV 관련 치매가 발생하는데, 이 치매에는 언어지연, 운동 장애와 사고 및 행동장애 등이 관찰된다.
HIV 관련 신경인지장애 진단은 다른 가능한 원인을 고려하고 배제한 후 임상적 기준을 통해 이루어진다. HIV로 인한 면역억제를 예방하기 위한 조기 치료는 HIV 관련 신경인지장애를 예방하는 데 도움이 될 수 있다.

## 병리학
많은 병리학 연구자들은 HIV가 뉴런을 간접적으로 손상시킨다고 말하며, 한 이론은 HIV가 뇌에 침투해 대식세포와 미세 아교 세포들을 활성화시켜 뉴런을 파괴할 수 있는 독소를 뿜어낸다고 설명한다. 또한 HIV에 감염된 대식세포와 미세 아교 세포들이 뉴런을 손상시킬 수 있는 케모킨과 사이토카인, 별 아교 세포 등을 생산하고, 이 중 별 아교 세포는 HIV를 없애기 위한 여러 신경독성 단백질을 생산하여 뉴런을 파괴한다. 그리고 HIV 단백질 gp120은 뇌의 줄기세포가 새로운 신경세포를 생성하는 것을 억제하고 미토콘드리아가 죽도록 유도한다고 이론에서 설명했다.

### 직접적인 영향
HIV는 감염 초기에 뇌에 침투하는데, 이 때 HIV는 "트로이 목마"와 비슷한 방법을 사용한다고 여겨진다. 일반적으로 혈액뇌장벽은 뇌의 이물질 유입을 줄이며 뇌를 보호하는데, HIV는 이러한 혈액뇌장벽에 바이러스를 전염시킨다. HIV는 혈액뇌장벽에 있는 감염된 세포를 통해 뇌로 침투하여 면역 세포를 감염시키는데, 면역 세포를 감염시키는 이유는 다른 세포들보다 이동이 쉽기 때문이다. 감염된 면역 세포는 바이러스의 수를 늘리는 곳이 되며, 면역 세포는 인근 세포들로 바이러스를 전염시키는 데 기여할 수 있다. 감염될 수 있는 다른 세포에는 아스트로사이테스가 있는데, 이것에 HIV가 감염되면 세포 기능 장애와 세포 사멸을 유발해 혈액뇌장벽을 더욱 파괴한다.

## 진단 기준
1. 적어도 두 개의 인지 기능이 후천적으로 손상이 되어 있다.
2. 1에서 식별된 장애들은 일상을 불편하게 만든다.
3. 1의 증상이 한달 이상 지속되었다.
4. 1에서 확인된 인지장애에 치매 진단을 받았다.
5. 치매가 생긴 이유 중에 HIV를 제외한 이유가 없다.[21]

이러한 신경인지장애 증상은 없어질 수 있지만, 심각한 합병증으로 인해 치료하지 않으면 치명적일 수 있다. 진단은 신경학자가 뇌척수액을 평가하기 위해 일상적으로 신경학적 검사, 뇌 스캔과 요추천자 등의 방법으로 진단한다. 신경인지장애를 확인할 수 있는 단일 검사는 없지만 결과가 신뢰성이 있게 결론이 내려져야 한다.

### 신경인지장애 단계 분류 및 특성
- 0단계 정상적인 정신과 행동 및 운동을 보임.
- 0.5단계 신경인지장애의 경미한 징후, 하지만 일상생활에 문제가 없으며 걸음과 근력은 정상.
- 1단계 신경인지장애 증상이 발현, 하지만 까다로운 일상생활을 제외한 모든 일을 할 수 있으며 도움 없이 걸음 가능.
- 2단계 까다로운 일상생활은 일을 할 수 없지만, 자기관리는 가능하고 보행이 가능하지만 받침대가 필요 할 수 있음.
- 3단계 주요 지적 능력이 결여, 복잡한 대화를 할 수 없으며 반응이 느림. 보조를 받지 않고 보행이 불가능하고 팔이 느리고 엉성하게 움직일 수 있음.
- 4단계 거의 식물인간 상태로 지적, 사회적 이해와 대응은 초보적인 수준으로 말을 거의 할 수 없음, 하반신 마비.